# Школа № 1 (Одесса)
Одесская общеобразовательная школа № 1 І—ІІІ ступеней Одесского городского совета Одесской области расположена на площади Михайловской, 10, в центре исторического района — Молдаванки.
Школа функционировала ещё в дореволюционные времена.

## История
В 1874 году, после выхода приказа об обязательном обучении детей низшего класса, на Михайловской площади была создана первая однолетняя церковно-приходская школа. Сначала она находилась в помещении сторожки при одесской Михайловской церкви. Школа переходила из одного церковного помещения в другое. Заведующим школы был Попов Митрофан Игнатьевич, преподаватель Закона Божьего. Также в школе обучали арифметике и грамматике. С каждым годом количество желающих учиться возрастало, а церковное помещение было рассчитано только на 60 учеников.
В начале 1915 года староста Михайловской церкви выступил перед Епархиальным училищным советом с просьбой построить для школы новое, отдельное помещение. После этого, на перекрестке улиц Бабеля и Головковской была построена новая двухэтажная школа. На каждом из этажей размещались классные комнаты, рассчитанные на 50 учеников каждая.
После революции 1917 года школа продолжала существовать, работала в ней только одна учительница. В 1918 году была проведена инспекция работы школы. Во время инспектирования работники губернского отдела образования выявили в школе беспорядок: на стенах висели портреты царских министров и священников, а также иконы и две лампады. У детей не было элементарных знаний, они даже не знали о событиях, происходящих в стране в то время. В результате школу закрыли, а учительницу арестовали и отдали под суд.
С 1920 по 1933 годы в построенном помещении располагалась трудовая комиссарская школа № 1. В школе было 7 классов, обучение велось на украинском языке. С 1926 по 1930 годы школа называлась кустарно-промышленной школой № 1. В 1930 году большую часть учителей репрессировали, а школу закрыли.
После освобождения Одессы от немецкой оккупации (с 1944 года) школа находилась на улице Балковской, возглавлял её Бунянин Леонид Васильевич. В то время в школе было 14 классов, годом позже их стало 20.
Через два года помещение, в котором находилась школа, оказалось в аварийном состоянии. В 1977 году после землетрясения здание частично разрушилось, и школу срочно перевели на Алексеевскую площадь, в двухэтажное помещение. Школа работала в две смены, детей было около 700.
В 1984 году по решению Одесского городского исполнительного комитета по адресу: Михайловская пл., д. 10 — было построено новое типовое помещение для школы, в котором и на данный момент функционирует Одесская общеобразовательная школа № 1 І—ІІІ ступеней.
В 2016 году был проведён капитальный ремонт и благоустройство территории. В 2017—2018 годах был построен новый стадион, проведена реконструкция наружных стен школы.

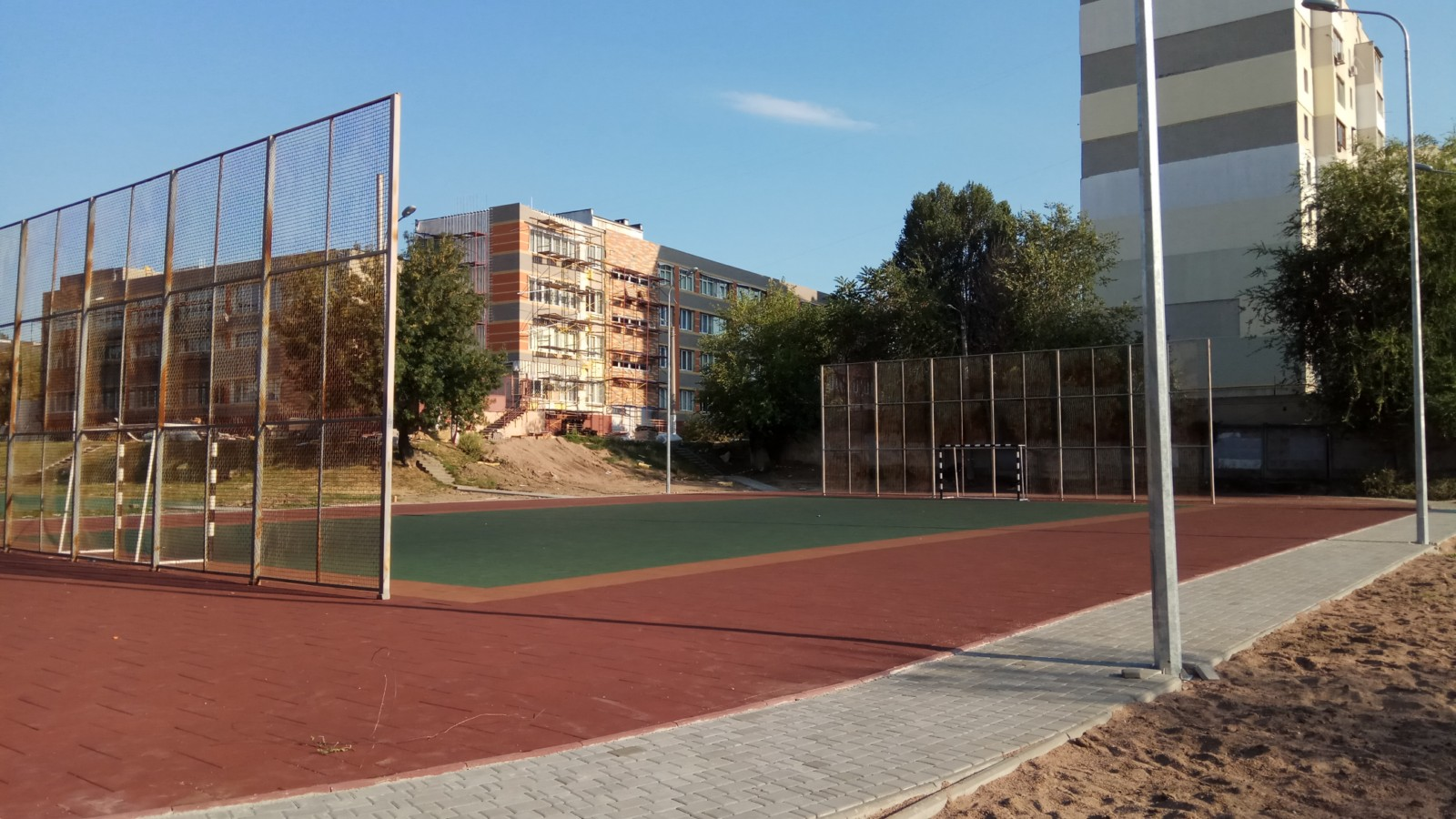
Стадион школы № 1 в 2018 году

В 2021 году, после сдачи в эксплуатацию ЖК «Михайловский», в школу пришло более 300 новых учеников. Для того, чтобы школа смогла их принять, подсобные помещения и балконы были переоборудованы в учебные классы. Также в школе были проведены масштабные ремонтные работы в актовом зале и столовой.

## Количество учащихся по годам
| Год  | Кол-во учащихся | Источник |
| ---- | --------------- | -------- |
| 1977 | 700             | [ 1 ]    |
| 2011 | 1020            | [ 1 ]    |
| 2015 | 1230            |          |
| 2021 | 1517            | [ 4 ]    |
| 2022 | 1615            | [ 5 ]    |

## Директора школы
1. Матвеев Владимир Александрович (1981—1984)
2. Толопило Константин Павлович (1984—1988)
3. Масленко Елена Павловна (1988—2020)
4. Бурлака Антонина Михайловна (с 2020)